# ال کاستیار
ال کاستیار (به اسپانیایی: El Castellar) یک شهرستان در اسپانیا است که در استان تروئل واقع شده‌است.

## خصوصیات
ال کاستیار ۵۰ کیلومترمربع مساحت و ۸۱ نفر جمعیت دارد.